# Жарко Слепчевић
Жарко Слепчевић (1875–1938) био је српски економиста, банкар и директор Српске трговачке банке.

## Биографија
Жарко је рођен 1875. године у Бачком Градишту у породици трговца Данила и мајке Јелене Јанковић. Убрзо по његовом рођењу, породица се преселила у Нови Сад где је Жарко завршио основно и средње образовање. Школу је наставио у Трговачкој оријенталној академији у Будимпешти. Још за време студенских дана залага се за оснивање Српске трговинске омладине. Једно време провео је у Београдској задрузи да би се потом вратио у Нови Сад на месту секретара Српског народног осигуравајућег друштва Добротвор. Године 1906. прелази да ради у Угарској комерцијалној банци.
По завршетку Првог светског рата, Жарко се враћа у Нови Сад и постаје управник Српске штедионице, а након њене реорганизације, директор Српске трговачке банке.  
Године 1902. Жарко је учествовао у основању Новосадске омладинске задруге и постао њен први почасни председник. За прославу тридесетогодишњице залагао се за изградњу Дома Новосадске задруге по пројекту архитекте Ђорђа Табаковића уз покровитељство трговаца Николе Танурђића и Милоша Ралетића. Освећење дома обављено је 1934. и тим поводом је у Нови Сад допутовао краљ Александар I Карађорђевић. Тада је Жарко одликован Орденом Св. Саве другог степена.   
У наставку своје професионалне каријере, Жарко је био председник Удружења војвођанских банака, Удружења трговаца и индустријалаца и члан Матице српске. Био је и председник Српског занатлијско-певачког друштва Невен и сарадник листа Застава. Од 1926. до 1932. био је активан у масонској ложи Митропилит Стратимировић.  
Жарко је преминуо 11. јуна 1938. године у Новом Сад у и сахрањен је на Алмашком гробљу.  